# CCNB-Bathurst

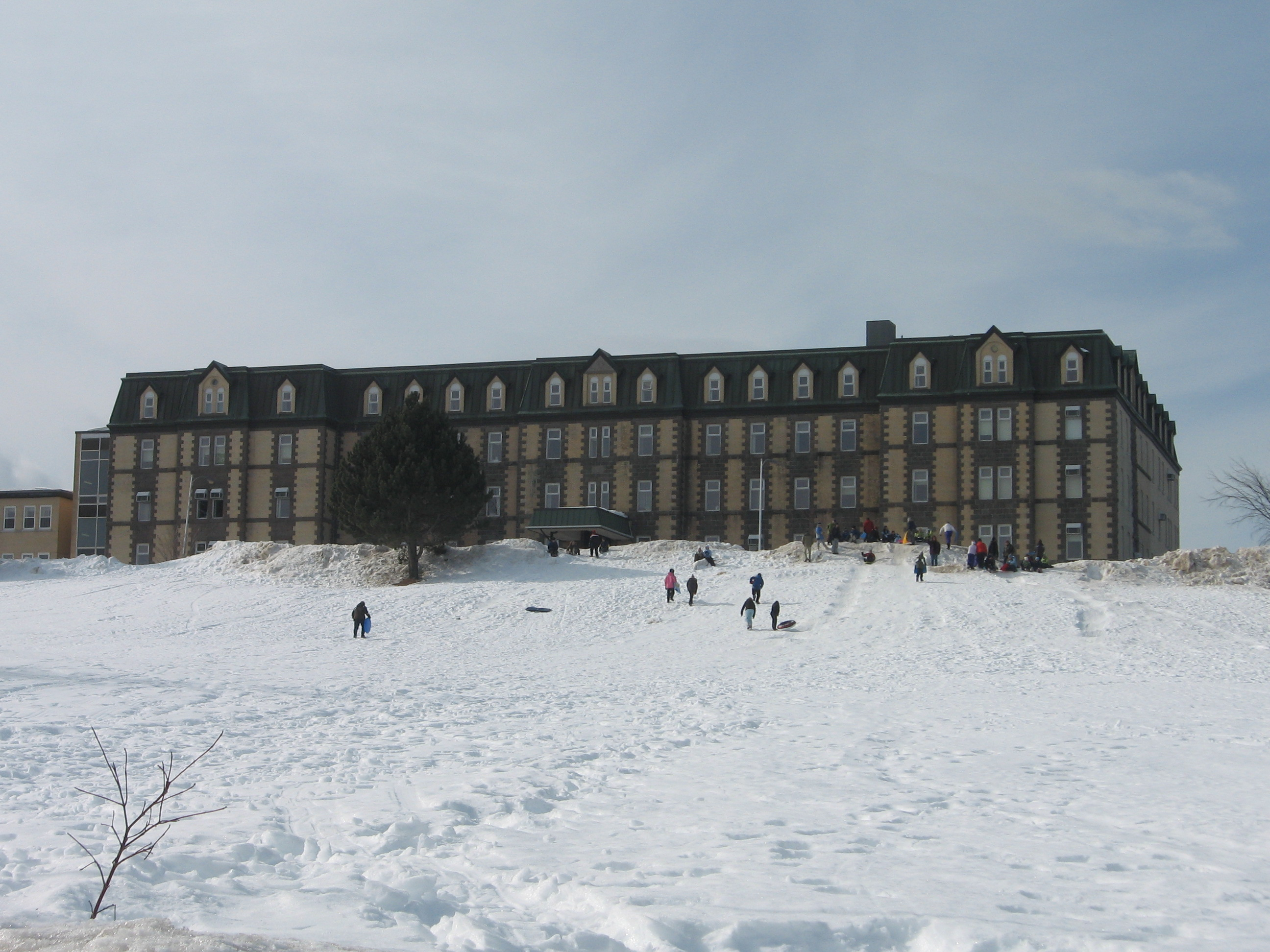
Le campus principal, sur la rue du Collège.

Le campus de Bathurst du Collège communautaire du Nouveau-Brunswick (CCNB) est un établissement d'enseignement post-secondaire situé à Bathurst, au Nouveau-Brunswick. Il est l'héritier du Collège Sacré-Cœur, fondé en 1899 à Caraquet, détruit dans un incendie en 1914 et reconstruit à Bathurst en 1921.

## Histoire

### Théâtre

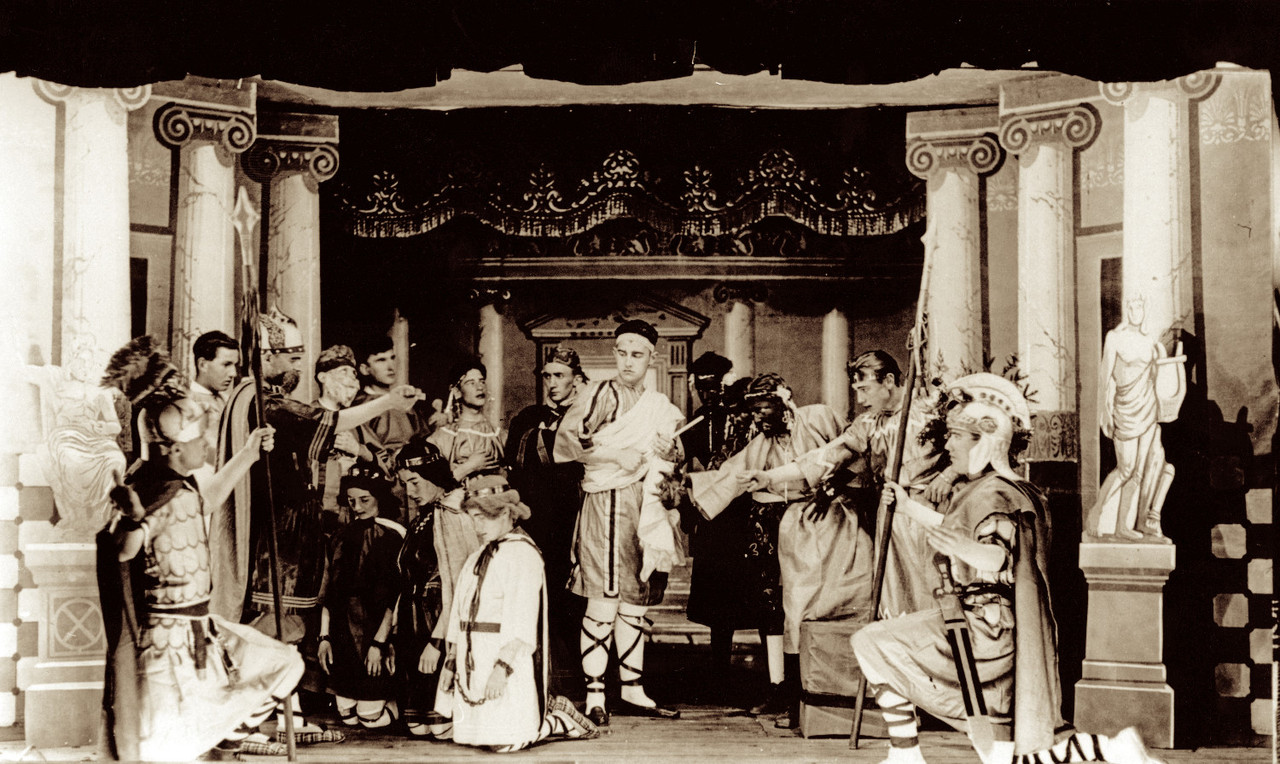
Les Chrétiens aux lions, une pièce du Père Joseph Thomas présentée au Collège Sacré-Cœur en 1930.

Simon Larouche et surtout Joseph Thomas dirigent la troupe de théâtre, qui présente de trois à quatre pièces annuellement au cours des années 1930. Une véritable salle de spectacle est aménagée en 1941 mais n'attire pas beaucoup de spectateurs, les gens de Bathurst étant réfractaires aux représentations en français, selon Marcel Tremblay.  Ligori Roy et Georges-André Gaudet sont responsables de la troupes durant la décennie suivante ; le père Gaudet utilise des jeux de lumière et des décors stylisés et monte des pièces de Léon Chacerel et de Brochet. En 1949, le collège organise un pageant de Maurice Lacasse Morenoff et de Laurent Tremblay, réputés à travers le pays pour ce type d'événements. Comptant 200 figurants, l'événement retrace l'histoire du collège. Gérard Dugas, suivi de Michel Savard, dirigent la troupe jusqu'à l'incendie de la salle en 1961. Maurice Blanc emboite le pas jusqu'en 1974, donne le nom de Théâtre du Collège de Bathurst (TCB) à la troupe et organise des tournées. Le TCB gagne plusieurs prix avec ses mises en scène des œuvres de Molière, Pierre-Augustin Caron de Beaumarchais, Eugène Labiche, Carlo Goldoni et Federico García Lorca.

## Programmes de formation offerts

### Formation professionnelle
- Technologie de l'information - programmation et analyse
- Technologie de l'information - réseautique et sécurité
- Soutien informatique aux utilisateurs
- Administration des affaires - comptabilité
- Administration des affaires - administration
- Soins infirmiers auxiliaires
- Débosselage et peinture de carrosserie
- Électricité
- Système d'énergie renouvelable
- Technologie de l'environnement
- Technologie biomédicale
- Fabrication assistée par ordinateur
- Façonnage et montage métallique
- Usinage de matériaux
- Mécanique de machines fixes
- Plomberie
- Tuyauterie
- Soudage
- Mécanique de l'automobile
- Technologie de l'instrumentation et de l'automatisation
- Mécanique de camions et remorques
- Mécanique d'équipement lourd
- Techniques d'entretien industriel
- Technologie du génie électronique
- Technologie de l'ingénierie du bâtiment
- Technologie de l'ingénierie industrielle

- Travail général de bureau